# Stenocarpus

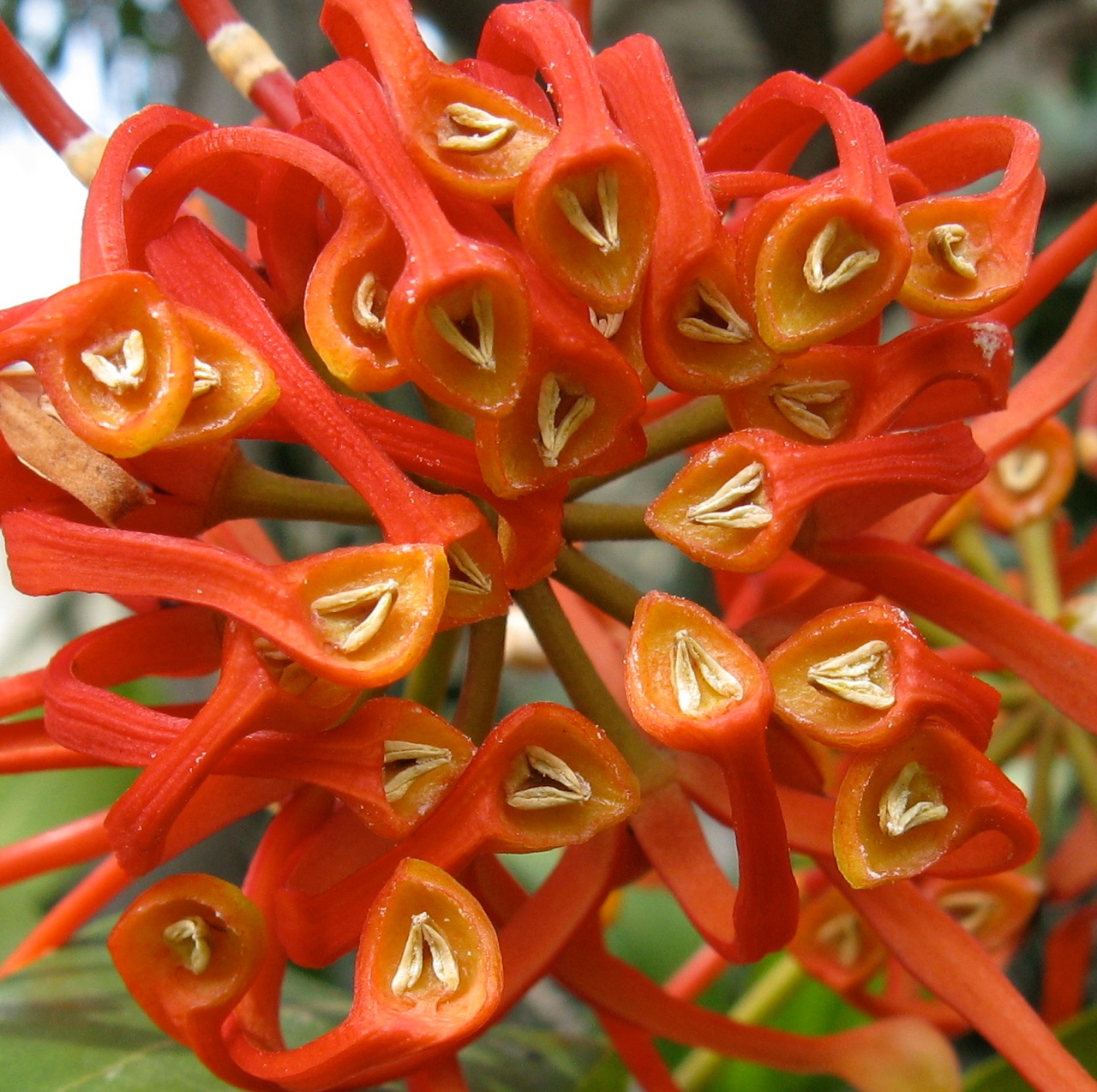
Okwiat gatunku Stenocarpus sinuatus

Stenocarpus R. Br. – rodzaj roślin z rodziny srebrnikowatych (Proteaceae). Obejmuje co najmniej 3 gatunki występujące naturalnie w Australii, Nowej Kaledonni oraz na Nowej Gwinei i wyspach Aru.

## Systematyka
Pozycja i podział rodziny według Angiosperm Phylogeny Website (aktualizowany system APG III z 2009)
Rodzaj z rodziny srebrnikowatych stanowiącej grupę siostrzaną dla platanowatych, wraz z którymi wchodzą w skład rzędu srebrnikowców, stanowiącego jedną ze starszych linii rozwojowych dwuliściennych właściwych. W obrębie rodziny rodzaj stanowi klad bazalny w plemieniu Embothrieae Rchb., 1828. Plemię to klasyfikowane jest do podrodziny Grevilleoideae Engl., 1892.
Wykaz gatunków
- Stenocarpus dumbeensis Guillaumin
- Stenocarpus sinuatus (A. Cunn.) Endl.
- Stenocarpus umbellifer (Forster & Forster) Druce